# 페라리 FXX-K
페라리 FXX-K(영어: Ferrari FXX-K)는 페라리 라페라리를 기반으로 제작된 트랙 데이 차량이다.

## 개요
기존 페라리 FXX의 모델의 후속으로 차체의 경우 페라리 라페라리의 기반으로 설계되었다. 여기서 모델 K의 의미는 운동에너지 회수 시스템(영어: Kinetic Energy Recovery System)을 의미하며 4가지 모드로 사용이 가능한데 최고 출력을 내는 퀄리파잉 모드와 속에 따라 작동하는 장거리 모드, 운전자가 작동을 조작할 수 있는 메뉴얼 모드, 배터리 충전을 위한 빠른 충전 모드가 있다.
페라리 라페라리의 모델을 기반으로 제작한 하이브리드 차량으로 엔진의 경우 리터당 136마력을 내는 860마력의 자연흡기 12기통을 탑재했다. 또한 190마력의 전기모터가 합해져 최고 출력은 1050마력으로 페라리 모델 최초로 1000마력을 돌파한 차량이다.
2014년 아부다비에서 개최한 야스마리나 서킷에서 최초로 공개되었고 2015년부터 2017년까지 40대를 생산했다.
그러나 일반 도로 주행은 할 수 없어 일반 도로 주행이 불가능하다.

## 변형 차종

### 페라리 FXX-K 에보
2017년 10월 28일에 페라리 70주년 기념행사에서 최초로 공개되었다. 성능의 경우 기존 모델과 동일하며, 전면에는 범퍼의 디자인이 변경되었고 카나드가 장착되었다. 또한 기존 모델과 달리 대형 리어 스포일러가 장착되었고, 람보르기니 베네노, 레이스카와 마찬가지로 중앙에 스포일러로 연결되는 테일 핀이 생겼다. 기존 모델 대비 23%, 페라리 라페라리 모델 데비 75% 정도의 더 많은 다운포스를 낼수 있도록 공력 성능이 향상되었고 기존의 모델보다 무려 90kg이 감소되었다.
2018년 8월 29일, 2018 포뮬러 1 밀라노 페스티벌에서 열린 행사에서 전직 F1 드랑이버인 지안카를로 피지켈라가 페라리 FXX-K 에보 차량으로 레이스를 선두하였다.

## 비디오 게임에서의 등장
- 3D운전교실
- 더 크루 2
- 아스팔트 8: 에어본
- 아스팔트 9: 레전드
- 포르자 호라이즌 4

## 같이 보기
- 페라리 라페라리